# خوسيه كوينتيرو
خوسيه كوينتيرو (20 يونيو 1990 في الإكوادور - ) هو لاعب كرة قدم إكوادوري في مركز الدفاع. لعب مع برشلونة جواياكويل.

## وصلات خارجية
- خوسيه كوينتيرو على موقع قاعدة بيانات كرة القدم.إي يو (الإنجليزية)
- خوسيه كوينتيرو على موقع ناشيونال فوتبول تيمز (الإنجليزية)
- خوسيه كوينتيرو على موقع Soccerway.com (الإنجليزية)
- خوسيه كوينتيرو على موقع AS.com (الإسبانية)